# Michael Schugalté
Michael Schugalté (* 20. Februar 1890 in Odessa, Russland; † 14. April 1954 in Knokke, Belgien) war ein russisch-jüdischer Geiger, Kapellenleiter und Komponist.

## Leben und Wirken
Michael Schugalté wurde 1890 in Odessa als Moses Schuchhalter (oder, weil es im Russischen keinen h-laut gibt, Moses Schu-g-alte(r)) geboren. Er studierte das Geigenspiel und leitete dann eine kleine Kapelle. Ende der 1920er Jahre kam er nach Berlin. Im Jahr 1932 wurde er Zweiter – nach seinem Geigerkollegen Barnabás von Géczy und dessen Orchester – in dem Wettstreit um die „Blaue Geige“, welchen die Zeitung „Acht Uhr-Abendblatt“ in Berlin unter den führenden Unterhaltungsorchestern ausgerufen hatte.
Schugalté machte Aufnahmen bei Carl Lindströms Label GLORIA. Sein Repertoire umfasste Tanz- und Schlagerkompositionen, seine Spezialität aber war die osteuropäische Volksmusik. Potpourris mit rumänischen oder ungarischen „National-Melodien“ erschienen dort. Schugalté war jüdischer Abstammung. 1935 wurde er von der Reichsmusikkammer ausgeschlossen und durfte im nationalsozialistisch regierten Deutschland nicht mehr spielen. Sein Orchester wurde von dem deutschen Pianisten und Komponisten Jo Knümann (1895–1952) übernommen. Er selbst ging nach Belgien.
Am Ende des Zweiten Weltkrieges blieb Schugalté in Brüssel, wo er im Veranstaltungssaal „Ancienne Belgique“, weiterhin Musik in der Art, wie seinerzeit in Berlin machte. Am 14. April 1954 ist er in Knokke, Belgien, gestorben.

## Werke (Auswahl)

### Aufnahmen von Schugalté
- Gloria G.O.430 a (Bi 650) Rumänische Doyna / b (Bi 651) Ungar. Lied u. Csárdás
- Gloria G.O.13 200 b (Bi 726) Legende d' amour (Giuseppe Becce, op. 11)
- Gloria G.O.27 331 a/b (Bi 728 u. 729) Rumän. Volkslieder-Potpourri I und II

### Kompositionen
- Carnaval de Bucarest. (für Violine, Klavier und Orchester), Schott Music; ISMN M-54350-861-3
- Le Rossignol (Die Nachtigall).  (für Violine und Klavier)
- Polka Rigolotte. (für Violine)

### Wiederveröffentlichte Aufnahme von Schugalté
- Drunt´ in der Lobau (Heinrich Strecker), auf CD „Swing tanzen verboten !“ No. 2